# Sarcophaga reposita
Sarcophaga reposita är en tvåvingeart som först beskrevs av Guilherme A.M.Lopes 1959.  Sarcophaga reposita ingår i släktet Sarcophaga och familjen köttflugor. Inga underarter finns listade i Catalogue of Life.